# باولو أوتافيو
باولو أوتافيو هو لاعب كرة قدم برازيلي في مركز الدفاع، ولد في 23 نوفمبر 1994 في أورينهوس في البرازيل يلعب في نادي السد القطري. لعب مع إنغولشتات 04 ونادي فولفسبورغ ونادي كوريتيبا.

## وصلات خارجية
- باولو أوتافيو على موقع الاتحاد الأوربي (الإنجليزية)
- باولو أوتافيو على موقع قاعدة بيانات كرة القدم.إي يو (الإنجليزية)
- باولو أوتافيو على موقع Soccerway.com (الإنجليزية)
- باولو أوتافيو على موقع عالم كرة القدم.نت (الإنجليزية)